# Trimezia fistulosa
Trimezia fistulosa är en irisväxtart som beskrevs av Robert Crichton Foster. Trimezia fistulosa ingår i släktet Trimezia och familjen irisväxter.

## Underarter
Arten delas in i följande underarter:
- T. f. fistulosa
- T. f. longifolia